# Styppeiochloa
Styppeiochloa là một chi thực vật có hoa trong họ Hòa thảo (Poaceae).

## Loài
Chi Styppeiochloa gồm các loài: